# استیون هیل
استیون هیل (انگلیسی: Steven Hill؛ زادهٔ ۲۴ فوریهٔ ۱۹۲۲-درگذشت ۲۳ اوت ۲۰۱۶) هنرپیشه و بازیکن بسکتبال اهل آمریکا بود.
از فیلم‌هایی که وی در آن نقش داشت می‌توان به شرکت، مأموریت: غیرممکن، انتقام منصفانه، ثروتمند و مشهور، نوبت من است و تقویت اشاره کرد.